# Paisatge urbà (Martí Alsina)
Paisatge urbà és una pintura sobre tela feta per Ramon Martí Alsina durant el segle xix i que es troba conservada actualment a la Biblioteca Museu Víctor Balaguer, amb el número de registre 1666 d'ençà que va ingressar el 1956, formant part de l'anomenat "Llegat 1956"; un conjunt d'obres provinents de la col·lecció Lluís Plandiura- Victòria González.

## Descripció
Carrer de la ciutat amb gent. Emmarcada per façanes amb balcons de ferro. S'observa un carro carregat amb capses al mig del carrer, una dona carregant un cistell a l'espatalla i subjectant un nen en la part esquerra i a la dreta diverses figures masculines esbossades. Martí Alsina mantindrà sempre el seu interès per la temàtica urbana, i aquest aspecte l'allunya de Barbizon i l'acosta als impressionistes. Probablement es tracta d'un carrer de Barcelona.

## Inscripció
Al quadre es pot llegir la inscripció Al darrere: 2a col·lecció Plandiura al marc Ramón Martí Alsina/1826-1894.